# Јужни црвенобоки опосум
Јужни црвенобоки опосум (Monodelphis sorex) је врста сисара из породице опосума (Didelphidae) и истоименог реда Didelphimorphia.

## Опис
Јужни црвенобоки опосум има мале округласте уши, дуг зашиљен нос, реп који је дупло краћи од тела и кратко крзно. Глава, врат и предњи делови тела су сиве боје, леђа тамносмеђа, а задњи део тела црвенкаст. Живи на тлу, претежно се храни инсектима, али једе и мале бескичмењаке и воће. Мужјаци су већи од женки. За разлику од већине торбара, женка нема торбу у којој би живели младунци док се развијају. Млади се држе за мајчине брадавице, а када се довољно развију, држе се за мајчине бокове и леђа.

## Распрострањење
Врста је присутна у Аргентини, Бразилу и Парагвају.

## Станиште
Јужни црвенобоки опосум има станиште на копну.

## Угроженост
Ова врста није угрожена, и наведена је као последња брига јер има широко распрострањење.

### Популациони тренд
Популација ове врсте се смањује, судећи по расположивим подацима.